# Paul Emery
Paul René Emery (Chiswick, 12 novembre 1916 – Epsom, 3 febbraio 1993) è stato un pilota automobilistico britannico.
Noto come costruttore di vetture per la Formula 3 da 500 cm³, disputò in Formula 1 il Gran Premio di Gran Bretagna 1956 a bordo di una Emeryson.

## Carriera
Paul Emery era figlio di George Emery, appassionato di automobilismo. Quest'ultimo, negli anni trenta, aveva cominciato a costruire vetture da corsa e, al termine della seconda guerra mondiale riuscì ad ultimare una monoposto che aveva progettato nel 1934, caratterizzata dal fatto di riuscire a sprigionare dal motore un'enorme quantità di cavalli. La prima Emeryson, progettata quindi da padre e figlio, si rivelò veloce ed Eric Winterbottom riuscì a portarla per alla vittoria nel 1947.
Incoraggiati dai risultati gli Emery volevano debuttare in Formula 1, ma a causa degli elevati costi preferirono dirigere le loro attenzioni verso la Formula 3, dove riuscirono a piazzare un buon numero di vetture clienti. Una delle loro monoposto venne poi utilizzata anche in Formula 2 con motore Aston Martin e in Formula 1 da Colin Chapman.
Paul Emery decise anch'egli di debuttare nella massima serie automobilistica con una delle sue vetture nel 1956, ma al Gran Premio di Gran Bretagna fu costretto al ritiro. Prese poi parte a diverse gare extra-campionato. Nel 1958 corse invece per la Connaught di Bernie Ecclestone.
Successivamente abbandonò la carriera da pilota per riprendere quella di progettista. Nel 1960, infatti, diversi piloti gli richiesero una nuova serie di vetture Emeryson. Venne quindi rilevata la fabbrica della Connaught e furono prodotte vetture per la Formula 2 e per la Formula 1, queste ultime motorizzate Coventry. Diversi esemplari vennero venduti all'Ecurie Nationale Belge. Tutto il materiale fu poi acquistato da Hugh Powell alla fine del 1961. Emery rimase comunque attivo nella veste di progettista per la Scirocco-Powell Racing.
Morì nel 1993.

## Risultati in Formula 1
| 1956 | Scuderia      | Vettura  |  |  |  |  |  |     |  |  |  |  |  | Punti | Pos. |
| ---- | ------------- | -------- |  |  |  |  |  | --- |  |  |  |  |  | ----- | ---- |
| 1956 | Emeryson Cars | Emeryson |  |  |  |  |  | Rit |  |  |  |  |  | 0     |      |

| 1958 | Scuderia       | Vettura   |  |    |  |  |  |  |  |  |  |  |  | Punti | Pos. |
| ---- | -------------- | --------- |  | -- |  |  |  |  |  |  |  |  |  | ----- | ---- |
| 1958 | B C Ecclestone | Connaught |  | NQ |  |  |  |  |  |  |  |  |  | 0     |      |

| Legenda | 1º posto     | 2º posto | 3º posto    | A punti         | Senza punti/Non class.  | Grassetto – Pole position Corsivo – Giro più veloce |
| Legenda | Squalificato | Ritirato | Non partito | Non qualificato | Solo prove/Terzo pilota | Grassetto – Pole position Corsivo – Giro più veloce |